# Авраамій Трудолюбивий
Авраамій Трудолюбивий (друга половина XIII — початок XIV) — чернець Києво-Печерського монастиря. Преподобний. Шанується в лику преподобних, пам'ять відзначається (за юліанським календарем) 21 серпня і 28 вересня (Собор преподобних отців Києво-Печерських Ближніх печер).

## Життєпис
Докладні відомості про життя Авраамія не збереглися. Філарет (Гумілевський) вважає, що Авраамій «останній час свого життя трудився в печері і тут після молитви трудився над приготуванням всього потрібного для печерної братії, чим і заслужив ім'я працьовитого».
В акафісті всім Печерським преподобним про нього сказано: 
|  | «Радуйся, Аврааміє, сине святого трудолюбства.». |

Помер святий у віці бл. 50 років.

## Мощі
Мощі преподобного Авраамія почивають в Ближніх печерах поряд з мощами Нифонта Новгородського та мощами Ісаї чудотворця Печерського.

## Пам'ять
Пам'ять 11 жовтня і 3 вересня. Місцеве вшанування почалося за митрополита Петра Могили, який у 1643 році встановив святкування Собору преподобних отців Ближніх і Дальніх печер. Загальноцерковне шанування почалося після дозволу Святійшого Синоду в другій половині XVIII століття а включати в загальноцерковні святці імена низки київських святих.